# Coordonnées cylindriques

En coordonnées cylindriques, la position du point P est définie par les distances r et Z et par l'angle θ.

Un système de coordonnées cylindriques est un système de coordonnées curvilignes orthogonales qui généralise à l'espace celui des coordonnées polaires du plan {\displaystyle (r,\theta )} en y ajoutant une troisième coordonnée, généralement notée z, qui mesure la hauteur d'un point par rapport au plan repéré par les coordonnées polaires (de la même manière que l'on étend le système de coordonnées cartésiennes de deux à trois dimensions).
Les coordonnées cylindriques servent à indiquer la position d'un point dans l'espace. Les coordonnées cylindriques ne servent pas pour les vecteurs. Lorsqu'on utilise les coordonnées cylindriques pour repérer les points, les vecteurs, eux, sont généralement repérés dans un repère vectoriel propre au point où ils s'appliquent : {\displaystyle ({\vec {u}}_{r},{\vec {u}}_{\theta },{\vec {u}}_{z})}.

## Conversion entre système cartésien et cylindrique
À partir des coordonnées cartésiennes {\displaystyle (x,y,z)}, on peut obtenir les coordonnées cylindriques {\displaystyle (r,\theta ,z)} (généralement dénommées respectivement rayon ou module, azimut et cote) grâce aux formules suivantes :
{\displaystyle r={\sqrt {x^{2}+y^{2}}}}
{\displaystyle \theta ={\begin{cases}\arctan({\frac {y}{x}})&{\mbox{si }}x\neq 0,\\{\frac {\pi }{2}}&{\mbox{si }}x=0{\mbox{ et }}y>0,\\-{\frac {\pi }{2}}&{\mbox{si }}x=0{\mbox{ et }}y<0,\\\end{cases}}}
{\displaystyle z=z}

Les formules ci-dessus conviennent mais l'angle θ n'est pas défini de manière unique. En particulier tous les angles égaux modulo 2π sont équivalents. De plus, lorsque x=y=0, n'importe quel angle convient.
On peut également convertir les coordonnées cylindriques {\displaystyle (r,\theta ,z)} en coordonnées cartésiennes {\displaystyle (x,y,z)} grâce aux formules suivantes :
{\displaystyle \left\{{\begin{aligned}x&=r\cos \theta \\y&=r\sin \theta \\z&=z\end{aligned}}\right.}

### Propriétés différentielles

#### Différentielle
Différentielle de r (vecteur infinitésimal) :{\displaystyle \mathrm {d} {\vec {r}}=\sum _{i=1}^{n}\mathrm {d} u_{i}{\partial {\vec {r}} \over \partial {u}_{i}}=\mathrm {d} r\,{\vec {u_{r}}}+r\mathrm {d} \theta \,{\vec {u_{\theta }}}+\mathrm {d} z\,{\vec {u_{z}}}}

#### Elément de volume
Le volume infinitésimal s'écrit :{\displaystyle {\text{d}}^{3}V=r\,{\text{d}}r\,{\text{d}}\theta \,{\text{d}}z}

#### Élément de surface infinitésimal
Les éléments de surface infinitésimaux s'écrivent :{\displaystyle \left\{{\begin{aligned}&\mathrm {d} ^{2}S_{r}=r\,\mathrm {d} \theta \,\mathrm {d} z\\&\mathrm {d} ^{2}S_{\theta }=\mathrm {d} r\,\mathrm {d} z\\&\mathrm {d} ^{2}S_{z}=r\,\mathrm {d} r\,\mathrm {d} \theta \\\end{aligned}}\right.}

#### Cinématique
Les coordonnées cylindriques sont notamment utilisées dans de nombreux problèmes de mécanique où l'on considère un objet dans un repère tournant. On peut alors avoir besoin des relations concernant la vitesse et l'accélération.
En un point {\displaystyle (r,\theta ,z)} le vecteur unitaire radial et le vecteur unitaire orthoradial sont respectivement :
{\displaystyle \left\{{\begin{aligned}{\overrightarrow {u_{r}}}&=\cos \theta \,{\vec {u_{x}}}+\sin \theta \,{\vec {u_{y}}}\\{\overrightarrow {u_{\theta }}}&=-\sin \theta \,{\vec {u_{x}}}+\cos \theta \,{\vec {u_{y}}}\end{aligned}}\right.}
où {\displaystyle \left({\vec {u_{x}}},{\vec {u_{y}}},{\vec {u_{z}}}\right)} est la base cartésienne (voir figure).
On notera {\displaystyle \ {\dot {r}}={\frac {\mathrm {d} r}{\mathrm {d} t}}\ }, {\displaystyle \ {\dot {\theta }}={\frac {\mathrm {d} \theta }{\mathrm {d} t}}\ } et {\displaystyle \ {\dot {z}}={\frac {\mathrm {d} z}{\mathrm {d} t}}\ }.
Alors :
{\displaystyle \left\{{\begin{aligned}{\frac {\mathrm {d} ({\overrightarrow {u_{r}}})}{\mathrm {d} t}}&={\frac {\mathrm {d} ({\overrightarrow {u_{r}}})}{\mathrm {d} \theta }}{\frac {\mathrm {d} \theta }{\mathrm {d} t}}={\dot {\theta }}{\overrightarrow {u_{\theta }}}\\{\frac {\mathrm {d} ({\overrightarrow {u_{\theta }}})}{\mathrm {d} t}}&={\frac {\mathrm {d} ({\overrightarrow {u_{\theta }}})}{\mathrm {d} \theta }}{\frac {\mathrm {d} \theta }{\mathrm {d} t}}=-{\dot {\theta }}{\overrightarrow {u_{r}}}\\{\frac {\mathrm {d} ({\overrightarrow {u_{z}}})}{\mathrm {d} t}}&={\overrightarrow {0}}\end{aligned}}\right.}
On remarquera déjà que les quantités cinématiques, position, vitesse, accélération sont données par :
{\displaystyle {\begin{aligned}{\overrightarrow {OM}}&=r{\overrightarrow {u_{r}}}+z{\overrightarrow {u_{z}}}\\{\dot {\overrightarrow {OM}}}&={\overrightarrow {V_{M}}}={\dot {r}}{\overrightarrow {u_{r}}}+r{\dot {\theta }}{\overrightarrow {u_{\theta }}}+{\dot {z}}{\overrightarrow {u_{z}}}\\{\ddot {\overrightarrow {OM}}}&={\overrightarrow {\Gamma _{M}}}=({\ddot {r}}-r{\dot {\theta }}^{2}){\overrightarrow {u_{r}}}+(r{\ddot {\theta }}+2{\dot {r}}{\dot {\theta }}){\overrightarrow {u_{\theta }}}+{\ddot {z}}{\overrightarrow {u_{z}}}=({\ddot {r}}-r{\dot {\theta }}^{2}){\overrightarrow {u_{r}}}+{\frac {1}{r}}{\frac {d(r^{2}{\dot {\theta }})}{dt}}{\overrightarrow {u_{\theta }}}+{\ddot {z}}{\overrightarrow {u_{z}}}\end{aligned}}}
Il est à noter que l'on peut retrouver ces résultats de la manière suivante :
{\displaystyle {\begin{aligned}{\dot {\overrightarrow {OM}}}&={\frac {d{\overrightarrow {OM}}}{dt}}={\frac {d(r{\overrightarrow {u_{r}}}+z{\overrightarrow {u_{z}}})}{dt}}={\frac {d(r{\overrightarrow {u_{r}}})}{dt}}+{\frac {d(z{\overrightarrow {u_{z}}})}{dt}}\\&={\frac {dr}{dt}}{\overrightarrow {u_{r}}}+r{\frac {d({\overrightarrow {u_{r}}})}{dt}}+{\frac {dz}{dt}}{\overrightarrow {u_{z}}}+z{\frac {d({\overrightarrow {u_{z}}})}{dt}}\\\\{\ddot {\overrightarrow {OM}}}&={\frac {d({\dot {\overrightarrow {OM}}})}{dt}}={\frac {d^{2}({\overrightarrow {OM}})}{dt^{2}}}={\frac {d({\dot {r}}{\overrightarrow {u_{r}}}+r{\dot {\theta }}{\overrightarrow {u_{\theta }}}+{\dot {z}}{\overrightarrow {u_{z}}})}{dt}}={\frac {d({\dot {r}}{\overrightarrow {u_{r}}})}{dt}}+{\frac {d(r{\dot {\theta }}{\overrightarrow {u_{\theta }}})}{dt}}+{\frac {d({\dot {z}}{\overrightarrow {u_{z}}})}{dt}}\\&={\ddot {r}}{\overrightarrow {u_{r}}}+{\dot {r}}{\frac {d({\overrightarrow {u_{r}}})}{dt}}+{\dot {r}}{\dot {\theta }}{\overrightarrow {u_{\theta }}}+r{\ddot {\theta }}{\overrightarrow {u_{\theta }}}+r{\dot {\theta }}{\frac {d({\overrightarrow {u_{\theta }}})}{dt}}+{\ddot {z}}{\overrightarrow {u_{z}}}+{\dot {z}}{\frac {d({\overrightarrow {u_{z}}})}{dt}}\\\\\end{aligned}}}
etc.